# چیویتا دانتینو
چیویتا دانتینو (به ایتالیایی: Civita d'Antino) یک کومونه در ایتالیا است که در استان لاکویلا واقع شده‌است.

## خصوصیات
چیویتا دانتینو ۲۹٫۰۸ کیلومترمربع مساحت و ۱٬۰۵۹ نفر جمعیت دارد و ۹۰۴ متر بالاتر از سطح دریا واقع شده‌است.